# Silvio Radelić
Silvio Radelić (Virovitica, 4. decembar 1980) je hrvatsko-srpski pevač.

## Počeci
Silvio Radelić je talentovani muzičar i pevač čija je karijera počela u ranim dvadesetim godinama. Silvio je već u mladosti pokazao strast i talenat za muziku, a poseban talenat za klavijaturom već u ranim tinejdžerskim danima kada je već naveliko nastupao po lokalnim kafanama i klubiovima. U ranim dvadesetim je nastupao u Ljubljani duži vremenski period.

## Profesionalna karijera
Svoju javnu, profesionalnu karijeru je otpočeo u 35.-oj godini sa raznim esradnim ličnostima, od kojih je mnogima bio i menadžer. U oktobru 2023. godine je počeo saradnju sa Grand production. Za navedenu izdavačku kuću je izdao pesme Jedan život za koju je tekst pisao srpski pevač Beki Bekić a aranžman je radio srpski harmonikaš i kompozitor Branislav Bane Vasić.
Tokom godina je izgradio prepoznatljiv stil i repertoar koji mahom obuhvata narodnu i folk muziku sa kojom je osvojio pažnju publike i stručnjaka iz muzičke industrije.

### Objavljene pesme
Pevač je objavio i pesme Druže stari, Čuvam svoga sina, Nedostaješ mom životu, Da smo znali, Gori grad. Pesma Nauči me živote je pobrala prilično veliki broj pozitivnih kritika. Često nastupa širom bivše Jugoslavije, kao i širom Irske, Britanije, Kanade, Nemačke, Švedske i Austrije gde je imao značajan broj nastupa.

## Privatan život
Silvio ima sina iz dugogodišnjeg braka.